# The Scarlet Runner
Pour plus de détails, voir Fiche technique et Distribution.
The Scarlet Runner est un serial muet américain réalisé par Wally Van et William P. S. Earle, sorti le 2 octobre 1916. Le serial est considéré perdu. Il comporte 12 épisodes.

## Titre des chapitres

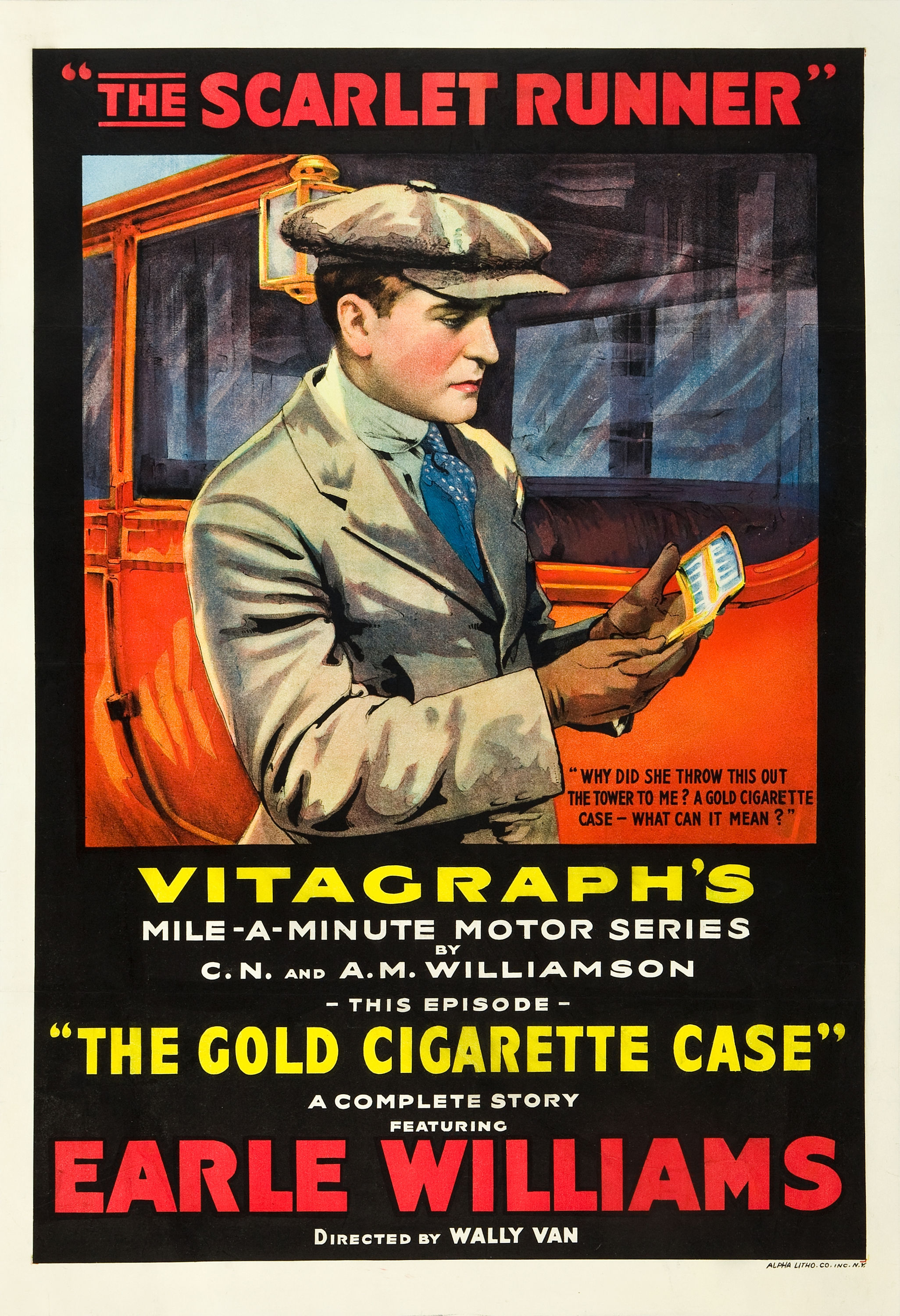
Affiche du film

1. The Car and His Majesty
2. The Nurenberg Watch
3. The Maskd Ball
4. The Hidden Prince
5. The Jacobean House
6. The Mysterious Motor Car
7. The Red Whiskered Man
8. The Glove and The Ring
9. The Gold Cigarette Case
10. The Lost Girl
11. The Missing Chapter
12. The Car And The Girl

## Distribution
- Earle Williams : Christopher Race
- Marguerite Blake : Lady Ivy
- L. Rogers Lytton : Baron von Hess
- Charles Kent : James Race
- Dorothy Kelly : Miss Collingwood
- Leila Blow : Mrs. Collingwood
- Donald Hall : Sir Gordon Race
- Lillian Tucker : Mrs. Dauray
- William R. Dunn : Fitzgerald
- Kalman Matus : Prince Mirco
- John Costello : Ambassadeur Rudovico
- Ethel Corcoran : Volda Rudovico
- Zena Keefe : Sidney Chester / Dorothy Herbert
- Helen Pillsbury : The Mother
- Walter McGrail : Morley Chester
- Raymond Walburn : John Brown
- Harold Foshay
- Adolphe Menjou
- Grace Valentine : Grace Norwood
- Betty Howe : la fille